# 2015-ös Junior Eurovíziós Dalfesztivál
A 2015-ös Junior Eurovíziós Dalfesztivál volt a tizenharmadik Junior Eurovíziós Dalfesztivál, melynek Bulgária fővárosa, Szófia adott otthont. A pontos helyszín az Arena Armejec volt. A versenyre 2015. november 21-én került sor. Az Eurovíziós Dalfesztivállal ellenben itt nem az előző évi győztes rendez, hanem pályázni kell a rendezés jogára. A 2014-es Junior Eurovíziós Dalfesztivál az olasz Vincenzo Cantiello győzelmével zárult, aki a Tu primo grande amore című dalát adta elő Máltán.
17 ország erősítette meg a részvételét a dalfesztiválra, beleértve Ausztráliát és Írországot, melyek első alkalommal vettek részt, továbbá Albániát, mely kettő, illetve Észak-Macedóniát, mely egy kihagyott év után tért vissza. Ciprus, Horvátország és Svédország pedig visszaléptek.

## A helyszín és a verseny
A verseny pontos helyszíne a Bulgária fővárosában, Szófiában található Arena Armejec volt, mely 15 000 fő befogadására alkalmas. 2015. július 13-án jelentették be, hogy az ország második legnagyobb városa, Plovdiv is pályázott korábban a rendezésre, de a pályázatot megfelelő helyszín hiányában elutasították. A lehetséges helyszín egy 6 800 fő befogadására képes lóversenypálya lett volna.
| Bulgária Szófia Plovdiv |

Az előző év győztese, Olaszország anyagi okokra hivatkozva úgy döntött, hogy nem ad otthont a dalfesztiválnak. A verseny szervezői ezt követően bejelentették, hogy két ország is pályázik a 2015-ös verseny rendezési jogára: az előző évben második helyezett Bulgária (mely 2015. január 15-én hivatalosan is megerősítette rendezési szándékát) és Málta, a 2014-es verseny házigazdája.
Végül március 30-án vált hivatalossá, hogy Bulgária ad otthont a dalfesztiválnak. Ez volt az első alkalom, hogy a balkáni ország rendez egy eurovíziós versenyt.
A debütáló Írországot az ország ír nyelvű műsorsugárzója, a TG4 képviselte, így az ország dala is ezen a nyelven hangzott el. Eddig egyetlen alkalommal fordult elő, hogy egy eurovíziós versenyen az ír versenyző írül énekelt, az 1972-es Eurovíziós Dalfesztiválon.
Az Eurovíziós Dalfesztiválhoz hasonlóan a Junior Eurovíziós Dalfesztivál általános logója is egyszerűbb lett. 2014-hez hasonlóan ezúttal sem jelöltek ki külön rendező várost, csak rendező országot.
2015. május 22-én jelentették be a verseny hivatalos szlogenjét: #discover, vagyis #fedezdfel.
2015. június 23-án mutatták be a hivatalos logót, mely a pongyola pitypangra hasonlít, utalva ezzel Bulgária növényvilágára és a gyermekekre, akik kedvelt játéka a virág szürke terméseinek elfújása.
2015. október 21-én jelentették be a műsorvezetőt Poli Genova személyében. Az énekesnő korábban 2011-ben képviselte országát az Eurovíziós Dalfesztiválon, ahogy teszi ugyanezt 2016-ban is. A nyitóceremóniát szintén egy korábbi eurovíziós versenyző, Joanna Dragneva prezentálta. Az énekesnő a 2008-as Eurovíziós Dalfesztiválon vett részt a Deep Zone tagjaként, DJ Balthazar közreműködésében.
A képeslapokban egyaránt szerepeltek a versenyzők, és a házigazda ország látnivalóit is megjelenítették. Elsőként a versenyzők országukban készült szelfijei jelentek meg táblagépeken, majd az énekesek rövid üzeneteket küldtek a nézőknek. Ezt követően három bolgár fiatal felkereste az ország különböző látványosságait. Ezután arany színben megjelent Bulgária térképe, és a fiatalok kalandjairól készült képek, a képeslapok egyes jelenetei buborékokban voltak láthatóak. A térképen feltüntették az adott képeslapban érintett helyeket és az egyes előadókhoz köthető városokat. Végül egy buborékban feltűntek a képeslapok elején látható szelfik, majd az egyes országok zászlói.

## A résztvevők

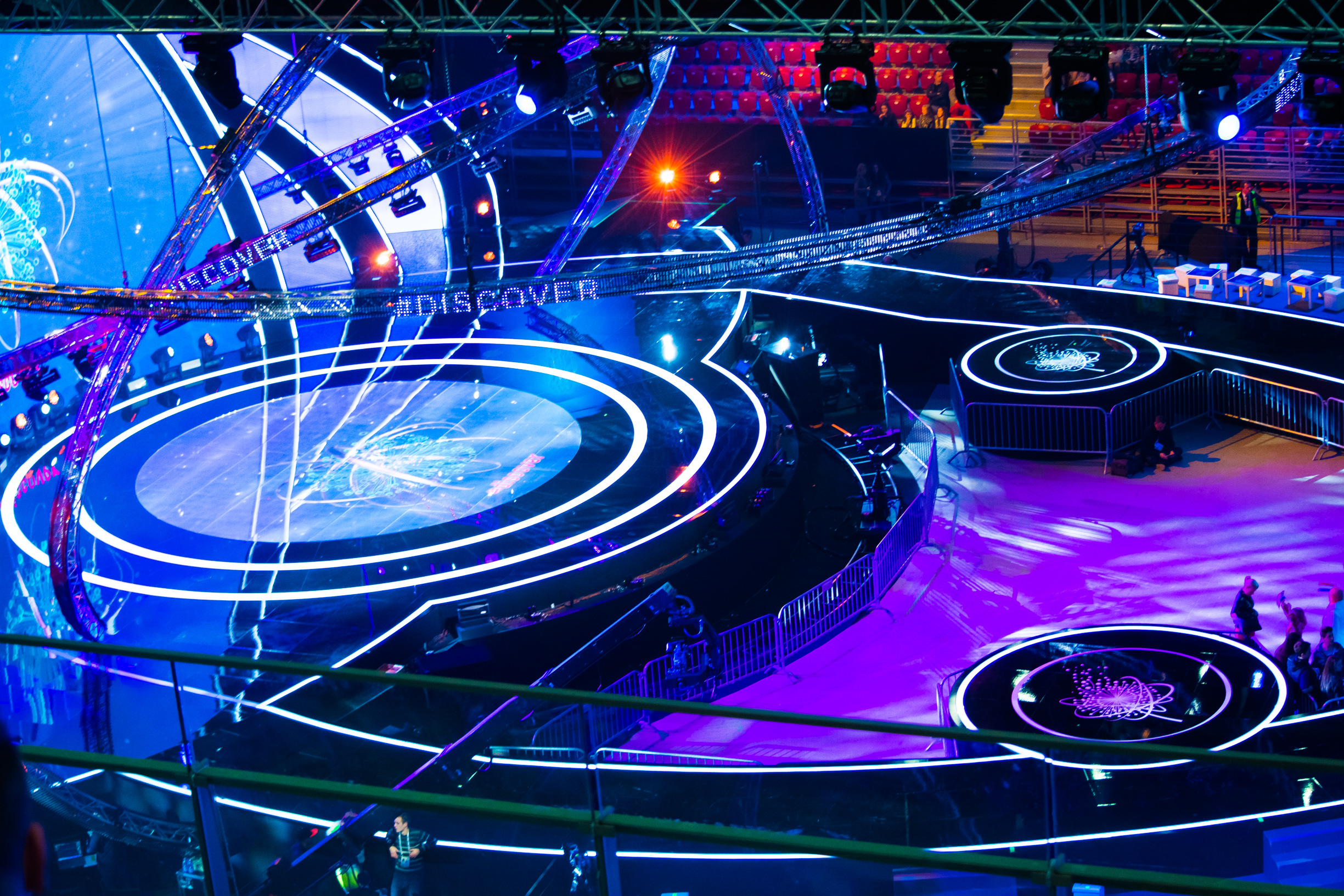
A verseny színpada

Először vett részt a dalfesztiválon Írország, mely már korábban kétszer (2004-ben és 2014-ben) is érdeklődött a verseny iránt, de visszalépett még a határidő előtt.
Ugyancsak először küldött versenyzőt Ausztrália is. A szervezők a 2015-ös Eurovíziós Dalfesztiválon való sikeres szereplésre hivatkozva döntöttek úgy, hogy az országot a gyerekek versenyére is meghívják. Így Ausztrália volt az első óceániai résztvevője a dalfesztiválnak és az első olyan ország, amely debütálásán nem volt tagja a szervező EBU-nak.
2015. március 13-án jelentette be az albán műsorsugárzó, hogy az ország két kihagyott év után visszatér a versenybe. Július 24-én pedig hivatalossá vált, hogy Észak-Macedónia egy kihagyott év után újból képviselteti magát a versenyen.
A ciprusi műsorsugárzó, a CyBC pénzügyi problémákra hivatkozva nem küldött versenyzőt Szófiába. Rajtuk kívül nem indult Horvátország és Svédország sem.
Így tizenhét ország képviseltette magát Szófiában, ami megegyezett a 2007-es verseny létszámával.

## A szavazás

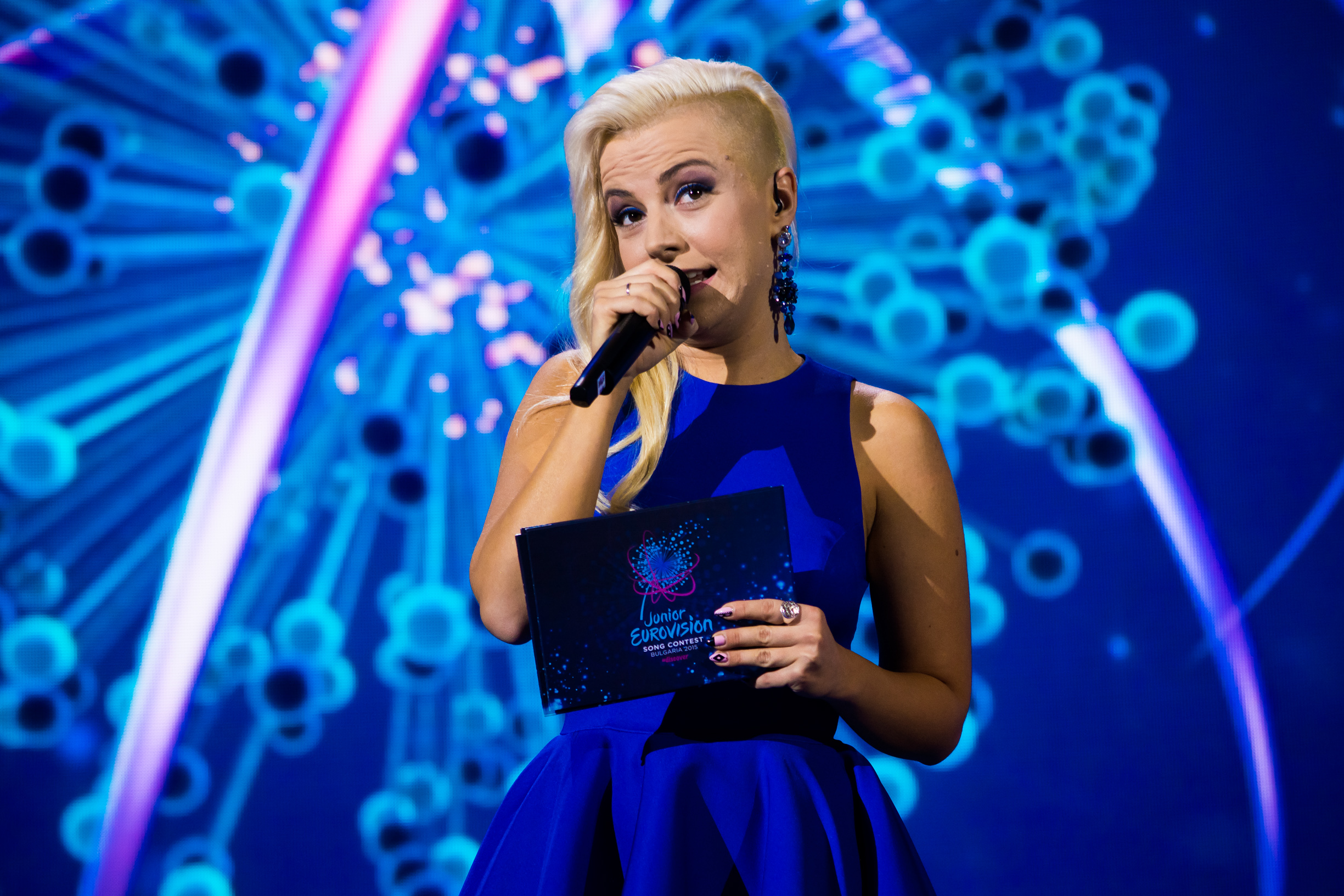
A verseny házigazdája, Poli Genova

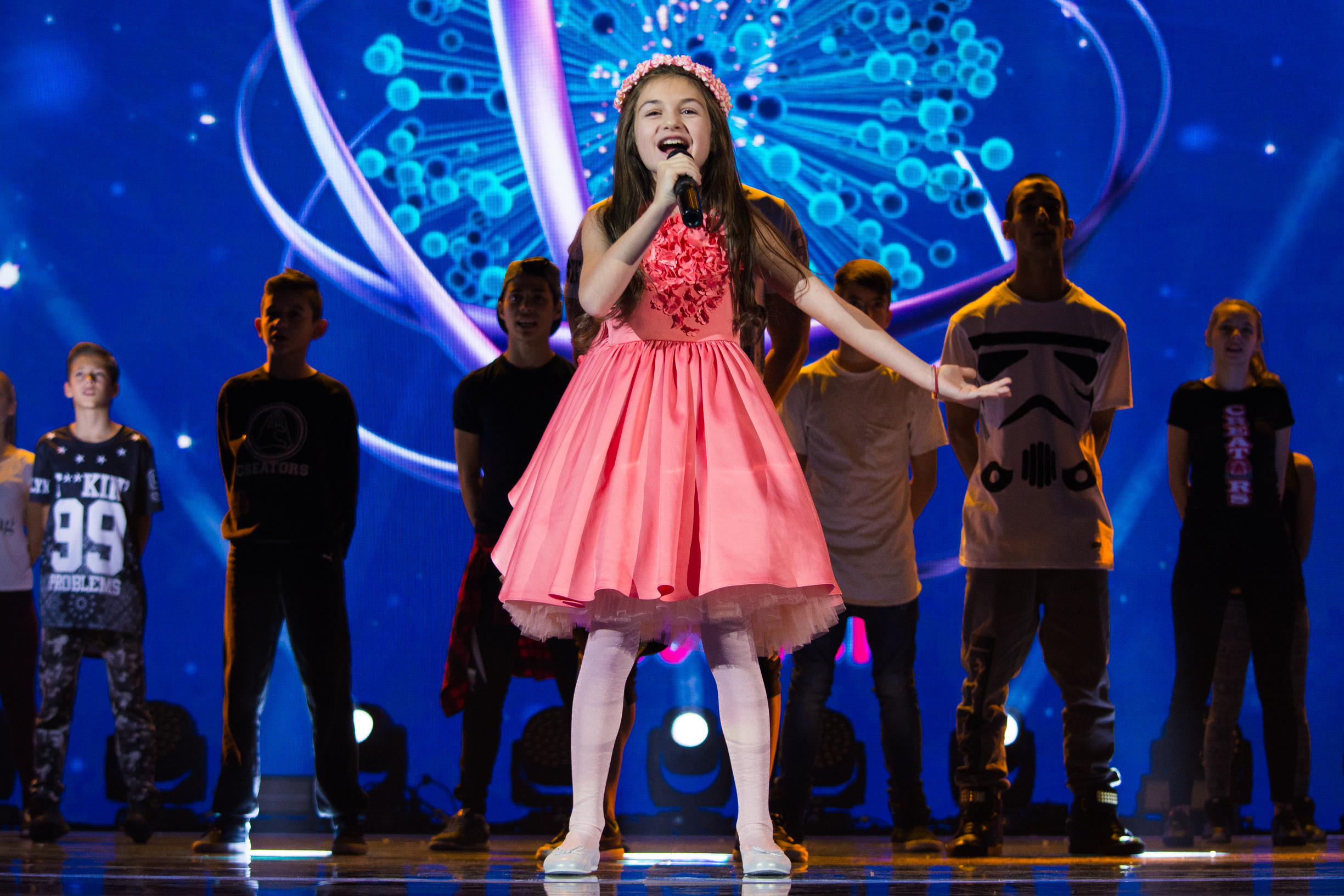
Kriszija Todorova a verseny nyitányában

A szavazás megegyezett a hagyományos versenyen alkalmazott szavazási rendszerrel, vagyis minden részt vevő ország és a gyerekekből álló zsűri a 10 kedvenc dalára szavaz, melyek 1-8, 10 és 12 pontot kapnak. A pontszámok 1-től 7-ig automatikusan megjelentek a szavazótáblán, a szóvivők csak a 8, 10 és 12 pontokat jelentették be.
Először a Gyerek Zsűri pontjait ismertette az előző évi második helyezett, Kriszija Todorova. A szavazatok alapján Málta került az élre.
Ezután következtek a részt vevő országok pontjai. A szavazás sorrendje a fellépési sorrend szerint alakult, vagyis Szerbia volt az első és Montenegró az utolsó szavazó. Szerbia öt pontjával Fehéroroszország, a tíz ponttal Örményország, a tizenkét ponttal pedig ismét Málta állt az élre. Szlovénia tíz pontjával Örményország, a tizenkét ponttal ismét Málta vezetett. Ezt követően még többször váltotta egymást az élen ez a két ország, egyszer pedig (Írország nyolc pontja után) holtverseny is kialakult köztük. Az eredmény még az utolsóként szavazó Montenegró pontjai előtt sem dőlt el. Ekkor 169-175 volt az állás Málta javára. Montenegró végül a hét pontjával az élre helyezte Örményországot, de a tíz pont eldöntötte a versenyt.
2013 után ez volt Málta második győzelme. Így a szigetország lett a harmadik ország (Fehéroroszország és Grúzia után), mely több alkalommal is győzni tudott a gyerekek versenyén.
A győztes dal minden országtól kapott pontot. Ez rajtuk kívül a második helyezett Örményországnak sikerült még. Emellett a győztes dal a Gyerek Zsűritől és hét országtól (Albánia, Ausztrália, Bulgária, Örményország, San Marino, Szerbia és Szlovénia) gyűjtötte be a maximális tizenkét pontot.
Az első helyezett 185 és a második helyezett 176 pontja egyúttal a két legmagasabb pontszám a verseny történetében. A korábbi rekorder a 2004-es spanyol győztes dal 171 pontja volt.
A második helyet Örményország szerezte meg 2007 és 2009 után másodszor, míg a harmadik helyen Szlovénia végzett, mely az ország harmadik legjobb helyezése az eurovíziós versenyeken (a 2010-es Fiatal Zenészek Eurovízióján aratott győzelmük és a 2011-es és 2015-ös Fiatal Táncosok Eurovízióján elért második hely után).
Az utolsó helyen Macedónia végzett, sorozatban másodszor, összesen pedig harmadszor.
Érdekesség, hogy San Marino az eurovíziós versenyek történetében első alkalommal kapott tizenkét pontot, Ukrajnától.

## Döntő
| #  | Ország           | Nyelv             | Előadó                                     | Dal                      | Magyar fordítás           | Helyezés | Pontszám |
| -- | ---------------- | ----------------- | ------------------------------------------ | ------------------------ | ------------------------- | -------- | -------- |
| 01 | Szerbia          | szerb             | Lena Stamenković                           | Lenina pesma             | Lena dala                 | 7.       | 79       |
| 02 | Grúzia           | grúz              | The Virus                                  | Gabede                   | Merj!                     | 10.      | 51       |
| 03 | Szlovénia        | szlovén, angol[a] | Lina Kuduzović                             | Prva ljubezen            | Első szerelem             | 3.       | 112      |
| 04 | Olaszország      | olasz, angol      | Chiara & Martina                           | Viva                     | Éljen!                    | 16.      | 34       |
| 05 | Hollandia        | holland, angol    | Shalisa                                    | Million Lights           | Millió fény               | 15.      | 35       |
| 06 | Ausztrália       | angol             | Bella Paige                                | My Girls                 | Lányaim                   | 8.       | 64       |
| 07 | Írország         | ír[b]             | Aimee Banks                                | Réalta na Mara           | A tenger csillaga         | 12.      | 36       |
| 08 | Oroszország      | orosz, angol      | Mihail Szmirnov                            | Mecsta (Dream)           | Álom                      | 6.       | 80       |
| 09 | Észak-Macedónia  | macedón, angol    | Ivana Petkovszka és Magdalena Alekszovszka | Pletenka – Braid of Love | Fonat – A szerelem fonata | 17.      | 26       |
| 10 | Fehéroroszország | orosz, angol      | Ruszlan Aszlanav                           | Volsebsztvo (Magic)      | Varázslat                 | 4.       | 105      |
| 11 | Örményország     | örmény, angol     | MIKA                                       | Love                     | Szerelem                  | 2.       | 176      |
| 12 | Ukrajna          | ukrán, angol      | Anna Trincser                              | Pocsni z szebe           | Magaddal kezdd!           | 11.      | 38       |
| 13 | Bulgária         | bolgár            | Gabriela Jordanova és Ivan Sztojanov       | Colour of Hope           | A remény színe            | 9.       | 62       |
| 14 | San Marino       | olasz, angol      | Kamilla Iszmailova                         | Mirror                   | Tükör                     | 14.      | 36       |
| 15 | Málta            | angol             | Destiny Chukunyere                         | Not My Soul              | A lelkemet ne             | 1.       | 185      |
| 16 | Albánia          | albán, angol[c]   | Mishela Rapo                               | Dambaje                  | —                         | 5.       | 93       |
| 17 | Montenegró       | montenegrói       | Jana Mirković                              | Oluja                    | Vihar                     | 13.      | 36       |

1.↑ a: A dal tartalmazott egy kifejezést olasz nyelven is.
2.↑ b: A dal tartalmazott egy kifejezést latin nyelven is.
3.↑ c: A dal tartalmazott egy-egy kifejezést török, olasz, német, francia, illetve szerb nyelven is.

## Ponttáblázat

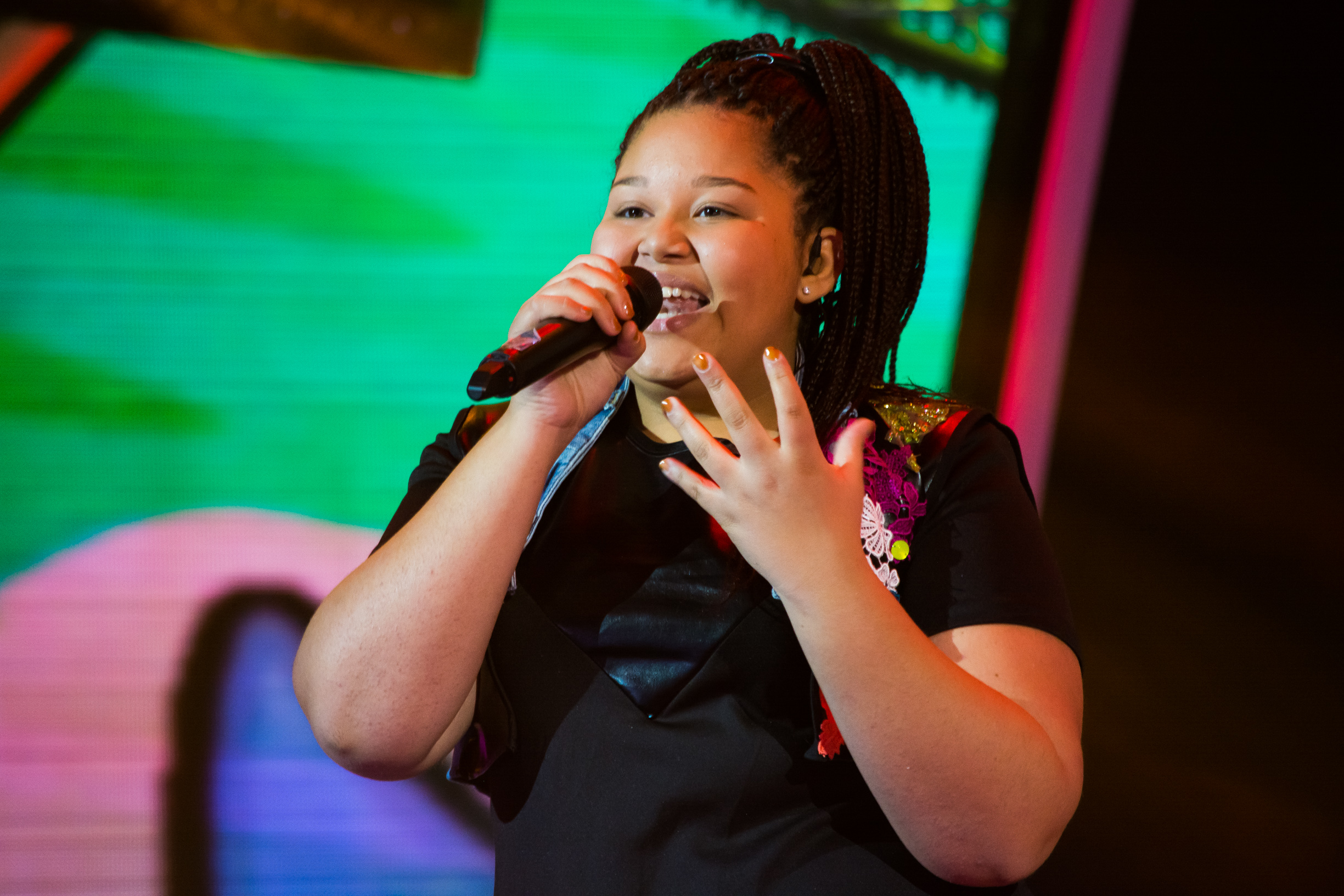
Destiny Chukunyere, a verseny máltai győztese

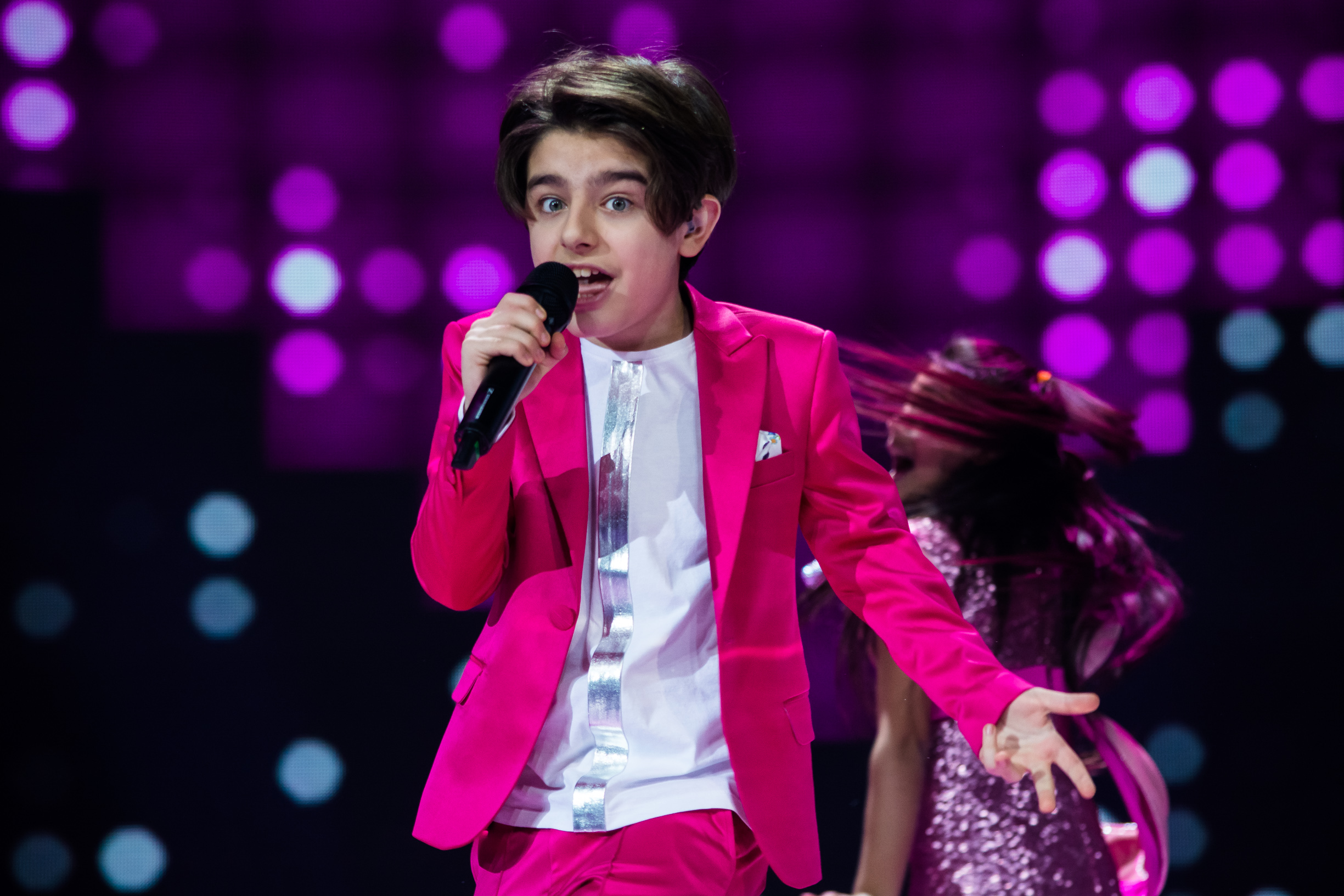
A második helyezett örmény versenyző, MIKA

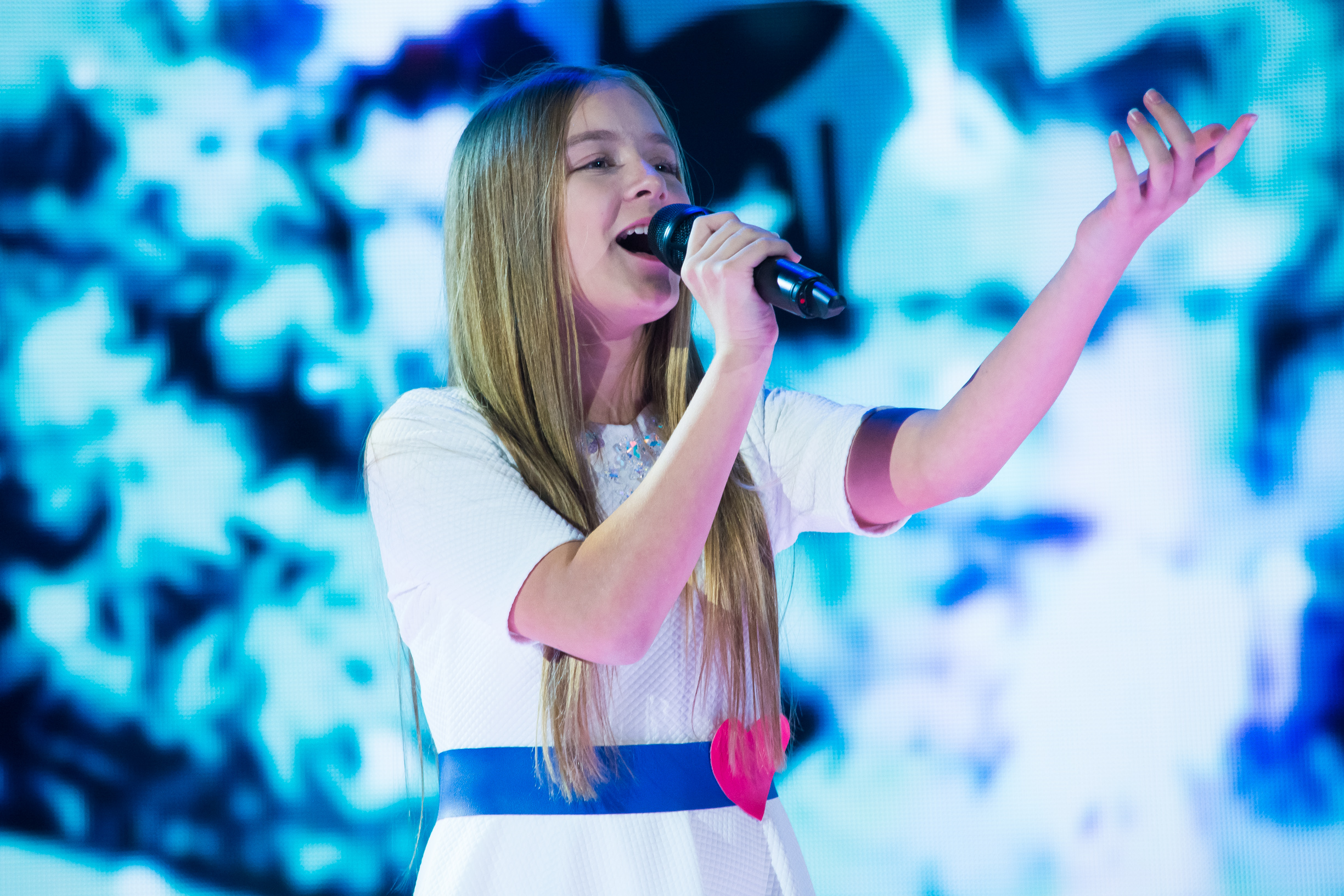
A harmadik helyezett Lina Kuduzović Szlovéniából

| 50% zsűri, közönség 100% zsűri | Szavazók | Szavazók | Szavazók | Szavazók | Szavazók | Szavazók  | Szavazók    | Szavazók  | Szavazók   | Szavazók | Szavazók    | Szavazók        | Szavazók         | Szavazók     | Szavazók | Szavazók | Szavazók   | Szavazók | Szavazók | Szavazók   |
| 50% zsűri, közönség 100% zsűri | Össz     | +12      | ZS       | Szerbia  | Grúzia   | Szlovénia | Olaszország | Hollandia | Ausztrália | Írország | Oroszország | Észak-Macedónia | Fehéroroszország | Örményország | Ukrajna  | Bulgária | San Marino | Málta    | Albánia  | Montenegró |
| Szerbia                        | 79       | 12       | 4        |          |          | 7         |             | 4         | 2          | 3        | 5           | 12              | 4                | 4            |          | 5        | 5          |          |          | 12         |
| Grúzia                         | 51       | 12       |          | 3        |          |           |             |           |            | 4        | 1           |                 | 5                | 8            | 5        |          |            | 1        | 8        | 4          |
| Szlovénia                      | 112      | 12       | 6        | 6        | 5        |           | 7           | 8         | 6          | 6        | 8           | 1               | 8                | 10           | 10       | 8        | 6          | 3        |          | 2          |
| Olaszország                    | 34       | 12       |          | 2        |          |           |             |           |            |          |             |                 |                  | 3            |          |          |            | 12       | 4        | 1          |
| Hollandia                      | 35       | 12       | 1        |          | 6        | 5         | 1           |           | 4          |          |             |                 |                  |              |          | 4        | 2          |          |          |            |
| Ausztrália                     | 64       | 12       | 7        |          | 7        |           | 3           | 3         |            | 2        | 3           | 2               | 1                | 1            | 2        |          | 3          | 10       | 5        | 3          |
| Írország                       | 36       | 12       |          |          | 2        | 4         |             | 2         | 5          |          | 2           |                 |                  |              |          | 2        | 1          | 6        |          |            |
| Oroszország                    | 80       | 12       | 5        | 7        |          | 6         | 4           | 6         | 1          |          |             | 3               | 7                | 7            | 4        | 7        | 8          |          | 3        |            |
| Észak-Macedónia                | 26       | 12       |          | 1        |          |           |             |           |            |          |             |                 |                  |              |          |          | 1          |          | 7        | 5          |
| Fehéroroszország               | 105      | 12       | 8        | 5        | 8        | 3         | 2           | 7         | 7          | 7        | 10          | 4               |                  | 5            | 7        | 3        | 7          | 4        | 6        |            |
| Örményország                   | 176      | 12       | 10       | 10       | 12       | 10        | 6           | 12        | 10         | 8        | 12          | 10              | 12               |              | 8        | 10       | 10         | 7        | 10       | 7          |
| Ukrajna                        | 38       | 12       | 2        |          | 3        |           | 5           |           | 3          | 1        | 4           |                 | 6                |              |          |          |            |          | 2        |            |
| Bulgária                       | 62       | 12       |          |          | 1        | 1         | 8           | 5         |            | 12       |             | 6               |                  |              | 3        |          |            | 8        |          | 6          |
| San Marino                     | 36       | 12       |          |          |          |           |             |           |            |          | 7           |                 | 3                | 2            | 12       |          |            |          |          |            |
| Málta                          | 185      | 12       | 12       | 12       | 10       | 12        | 10          | 10        | 12         | 10       | 6           | 5               | 10               | 12           | 6        | 12       | 12         |          | 12       | 10         |
| Albánia                        | 93       | 12       | 3        | 4        | 4        | 8         | 12          | 1         | 8          | 5        |             | 7               | 2                | 6            | 1        | 6        | 4          | 2        |          | 8          |
| Montenegró                     | 36       | 12       |          | 8        |          | 2         |             |           |            |          |             | 8               |                  |              |          |          |            | 5        | 1        |            |

## Zsűri és televoting szavazás külön
| Helyezés | Nézői szavazatok | Nézői szavazatok | Zsűri szavazatok | Zsűri szavazatok |
| Helyezés | Ország           | Pontszám         | Ország           | Pontszám         |
| -------- | ---------------- | ---------------- | ---------------- | ---------------- |
| 1.       | Málta            | 143              | Málta            | 157              |
| 2.       | Örményország     | 134              | Örményország     | 149              |
| 3.       | Szlovénia        | 98               | Fehéroroszország | 101              |
| 4.       | Albánia          | 86               | Szlovénia        | 77               |
| 5.       | Bulgária         | 77               | Szerbia          | 73               |
| 6.       | Oroszország      | 65               | Albánia          | 69               |
| 7.       | Fehéroroszország | 61               | Ausztrália       | 67               |
| 8.       | Szerbia          | 53               | Oroszország      | 57               |
| 9.       | San Marino       | 51               | Hollandia        | 53               |
| 10.      | Írország         | 43               | Olaszország      | 43               |
| 11.      | Grúzia           | 41               | Grúzia           | 40               |
| 12.      | Ukrajna          | 35               | Montenegró       | 21               |
| 13.      | Ausztrália       | 32               | Ukrajna          | 19               |
| 14.      | Montenegró       | 23               | Írország         | 19               |
| 15.      | Észak-Macedónia  | 22               | San Marino       | 15               |
| 16.      | Olaszország      | 13               | Bulgária         | 14               |
| 17.      | Hollandia        | 9                | Észak-Macedónia  | 12               |

## 12 pontos országok
Az alábbi országok kaptak 12 pontot a versenyen:
| Darab | Jutalmazott ország | Szavazó ország                                                                            |
| ----- | ------------------ | ----------------------------------------------------------------------------------------- |
| 8     | Málta              | Albánia, Ausztrália, Bulgária, Gyerek Zsűri, Örményország, San Marino, Szerbia, Szlovénia |
| 4     | Örményország       | Grúzia, Hollandia, Fehéroroszország, Oroszország                                          |
| 2     | Szerbia            | Észak-Macedónia, Montenegró                                                               |
| 1     | Albánia            | Olaszország                                                                               |
| 1     | Bulgária           | Írország                                                                                  |
| 1     | Olaszország        | Málta                                                                                     |
| 1     | San Marino         | Ukrajna                                                                                   |

## A szavazás és a nemzetközi közvetítések

### Pontbejelentők
A pontbejelentők között volt kilenc ország előző évi képviselője is: a Gyerek Zsűri pontjait ismertető bolgár Kriszija Todorova (aki 2014-ben Haszan és Ibrahim közreműködésében szerepelt), a grúz Lizi Pop, a holland Julia, a máltai Federica Falzon, a montenegrói Lejla Vulić, aki Maša Vujadinovićcsal együtt versenyzett Máltán, az előző győztes, az olasz Vincenzo Cantiello, az örmény Betty, Arianna Ulivi, a San Marinót képviselő The Peppermints korábbi tagja és az ukrán Szofija Kucenko, a Sympho-Nick korábbi tagja. Érdekesség, hogy az ír pontbejelentő, Anna Banks volt; az ország versenyzőjének, Aimee-nek a testvére.
A szavazás sorrendje a következőképpen alakult:
| 1. Gyerek Zsűri – Kriszija Todorova 2. Szerbia – Dunja Jeličić 3. Grúzia – Lizi Pop 4. Szlovénia – Nikola Petek 5. Olaszország – Vincenzo Cantiello 6. Hollandia – Julia 7. Ausztrália – Ellie Blackwell 8. Írország – Anna Banks 9. Oroszország – Szofija Dolganova | 1. Észak-Macedónia – Alekszandrija Csaljovszki 2. Fehéroroszország – Valerija Drobisevszkaja 3. Örményország – Betty 4. Ukrajna – Szofija Kucenko 5. Bulgária – Vladimir Petkov 6. San Marino – Arianna Ulivi 7. Málta – Federica Falzon 8. Albánia – Majda Bejzade 9. Montenegró – Lejla Vulić |

## Térkép

Részt vevő országok
Országok, melyek korábban részt vettek, de ebben az évben nem

### Kommentátorok
| Ország                    | Kommentátor                            | Közvetítő csatorna                        |
| ------------------------- | -------------------------------------- | ----------------------------------------- |
| Albánia                   | Andri Xhahu                            | TVSH, RTSH Muzikë                         |
| Amerikai Egyesült Államok | Ewan Spence                            | WUSB                                      |
| Ausztrália                | Ash London és Toby Truslove            | SBS                                       |
| Bulgária                  | Elena Roszberg és Georgi Kusvaliev     | BNT 1, BNT HD, BNT World, bTV             |
| Egyesült Királyság        | Ewan Spence                            | Cotswold FM                               |
| Egyesült Királyság        | Ewan Spence                            | Fun Kids Radio                            |
| Egyesült Királyság        | Ewan Spence                            | Oystermouth Radio                         |
| Egyesült Királyság        | Ewan Spence                            | Radio Six International                   |
| Egyesült Királyság        | Ewan Spence                            | Shore Radio                               |
| Fehéroroszország          | Anatolij Lipecki                       | Belarusz-1, Belarusz-24                   |
| Grúzia                    | Tuta Csheidze                          | 1TV                                       |
| Hollandia                 | Jan Smit                               | NPO 3, NPO Zapp                           |
| Írország                  | Stiofán Ó Fearail és Caitlín Nic Aoidh | TG4                                       |
| Észak-Macedónia           | Tina Tautović és Szpaszija Veljanoszka | MRT 1                                     |
| Málta                     | Corazon Mizzi                          | TVM2 (élőben), TVM (felvételről)          |
| Montenegró                | Dražen Bauković és Tamara Ivanković    | TVCG 1                                    |
| Németország               | Thomas Mohr                            | eurovision.de (interneten)                |
| Nemzetközi közvetítés     | Luke Fisher és Ivan Ivanov             | junioreurovision.tv, YouTube (interneten) |
| Olaszország               | Simone Lijoi                           | RAI Gulp                                  |
| Oroszország               | Olga Seleszt                           | Karuszel                                  |
| Örményország              | Avet Barszegjan                        | Armenia 1                                 |
| San Marino                | Lia Fiorio és Gilberto Gattei          | SMtv San Marino                           |
| Szerbia                   | Silvana Grujić                         | RTS 2                                     |
| Szingapúr                 | Ewan Spence                            | 247 Music Radio                           |
| Szlovénia                 | Andrej Hofer                           | TV Slovenija 1                            |
| Új-Zéland                 | Ewan Spence                            | World FM                                  |
| Ukrajna                   | Tyimur Mirosnicsenko                   | UA:Persij                                 |

## Galéria

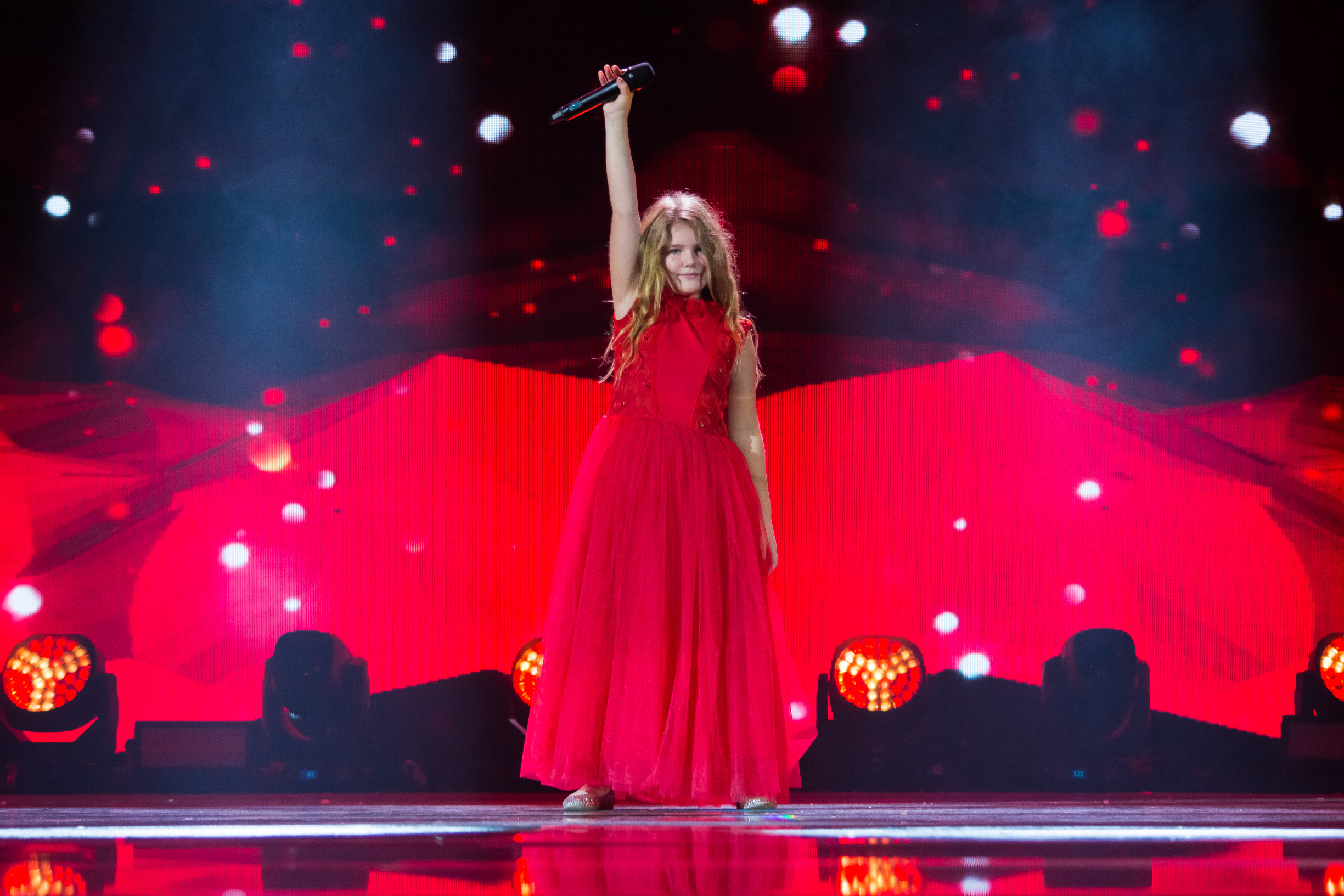
Lena Stamenković
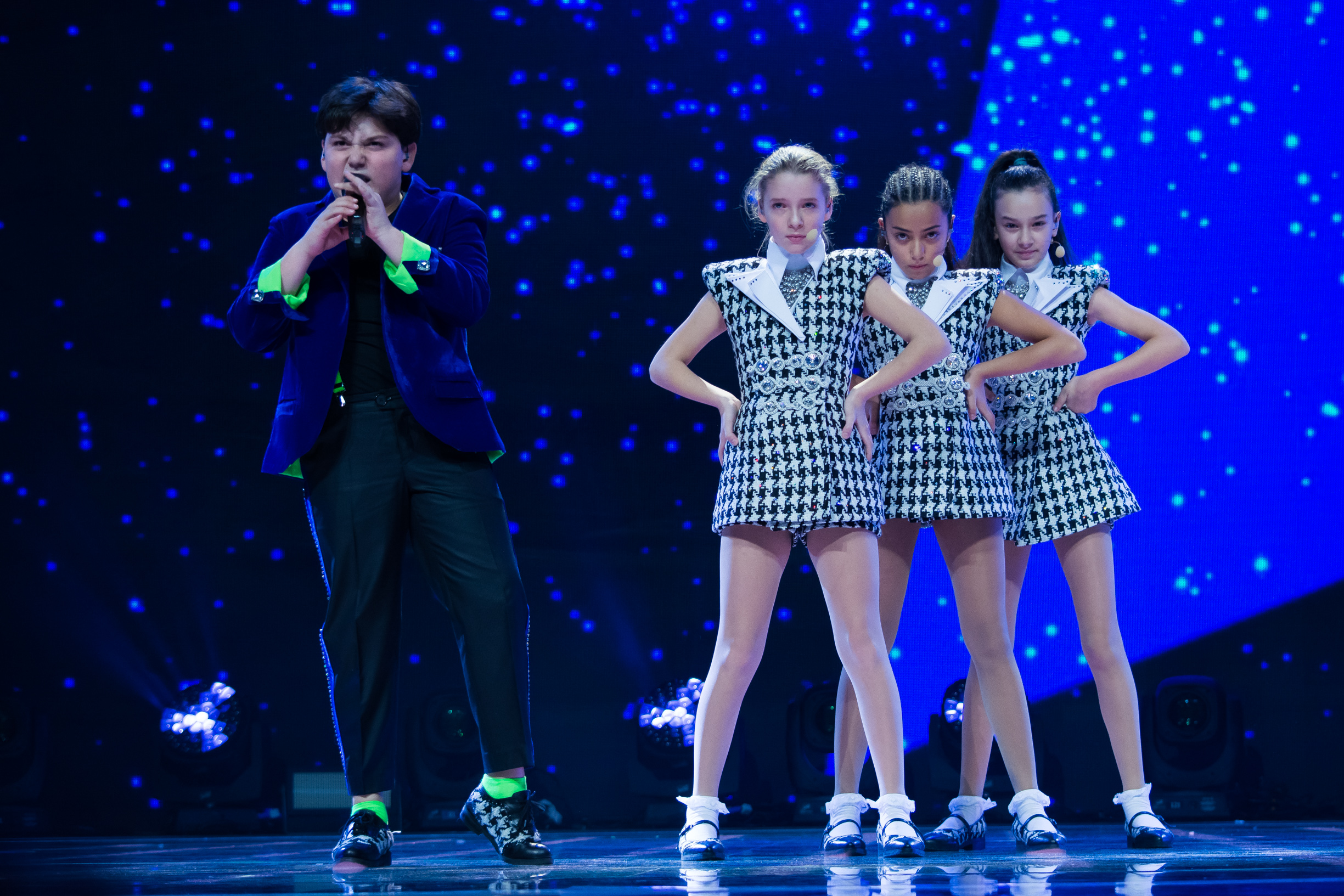
The Virus
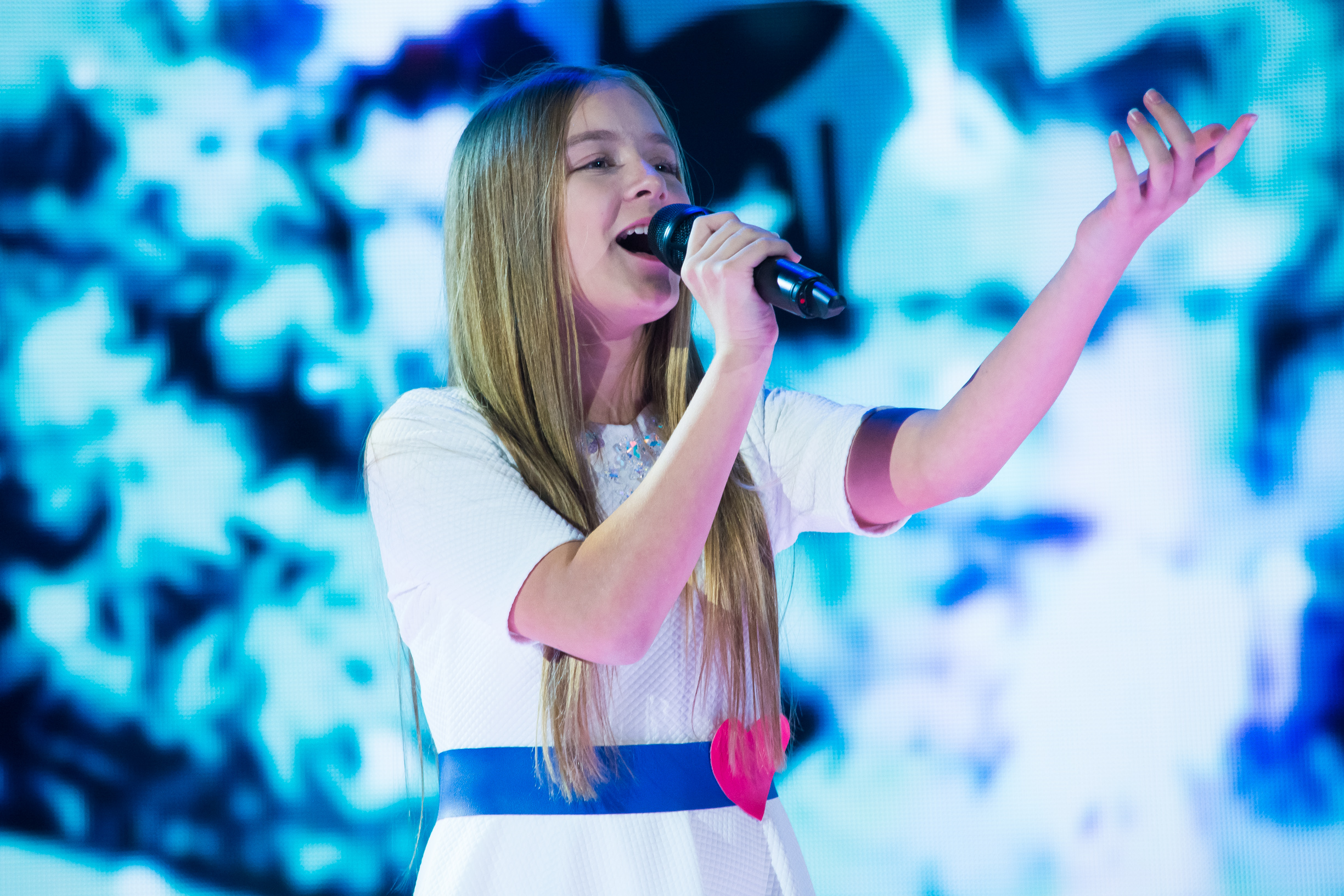
Lina Kuduzović
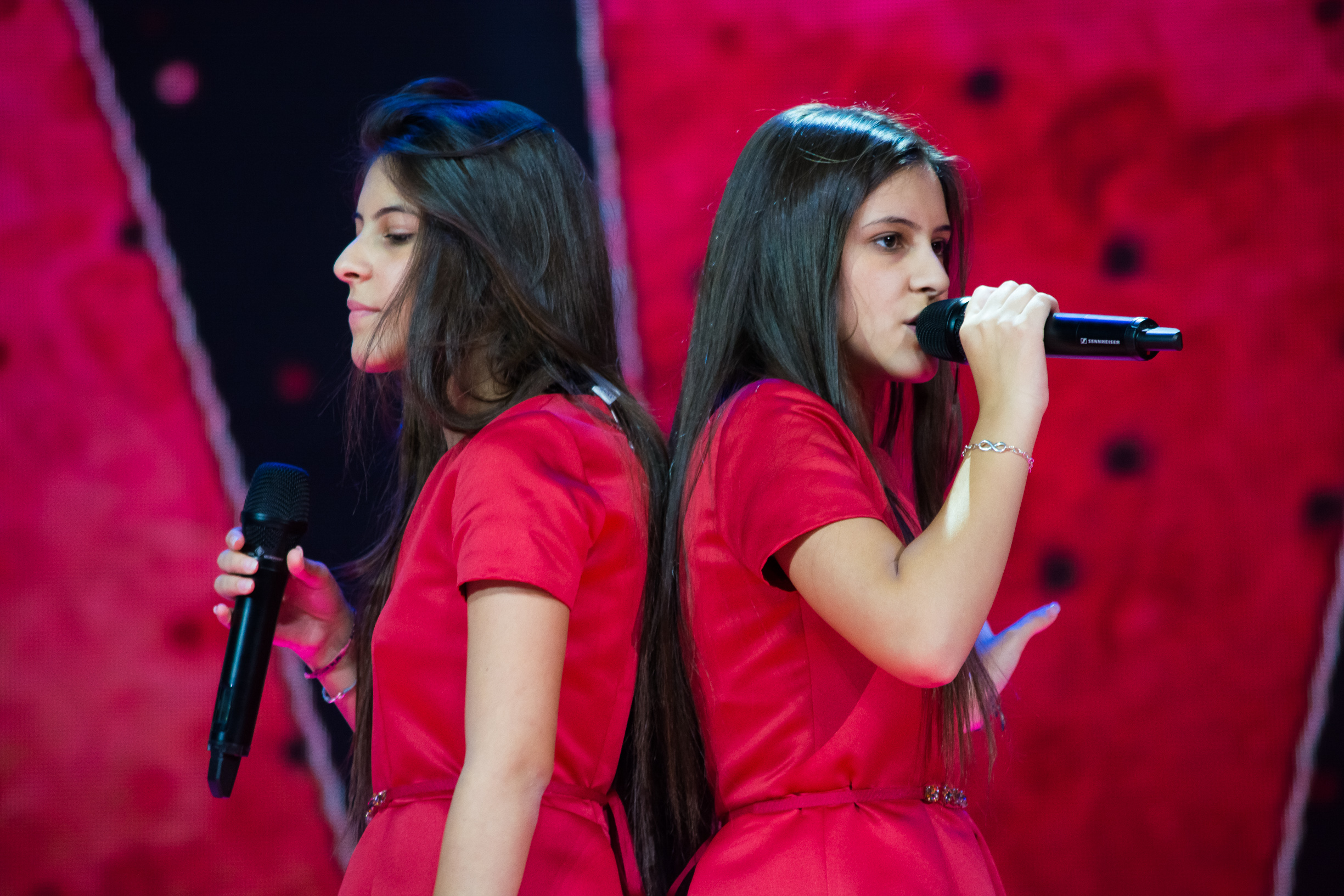
Chiara & Martina
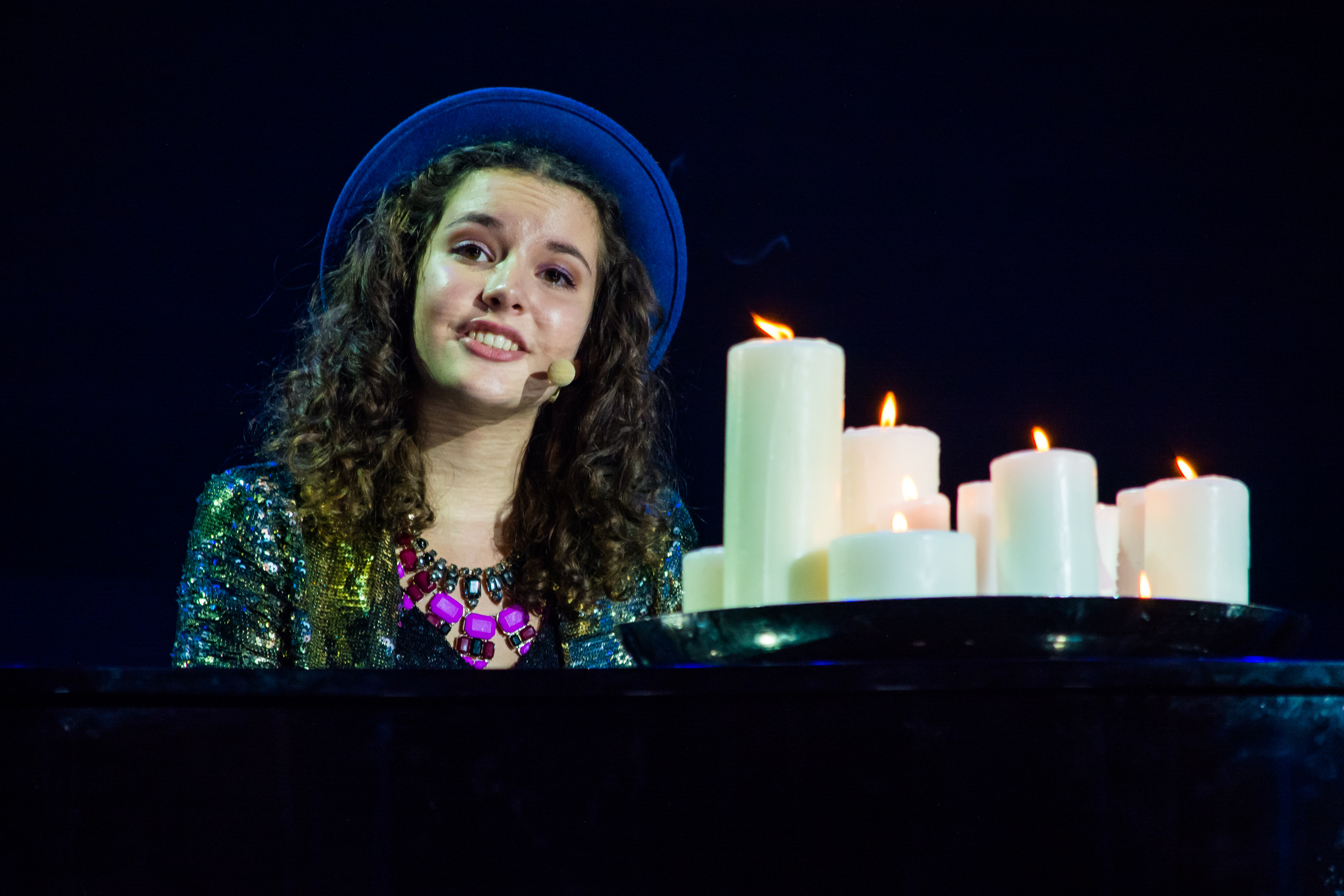
Shalisa
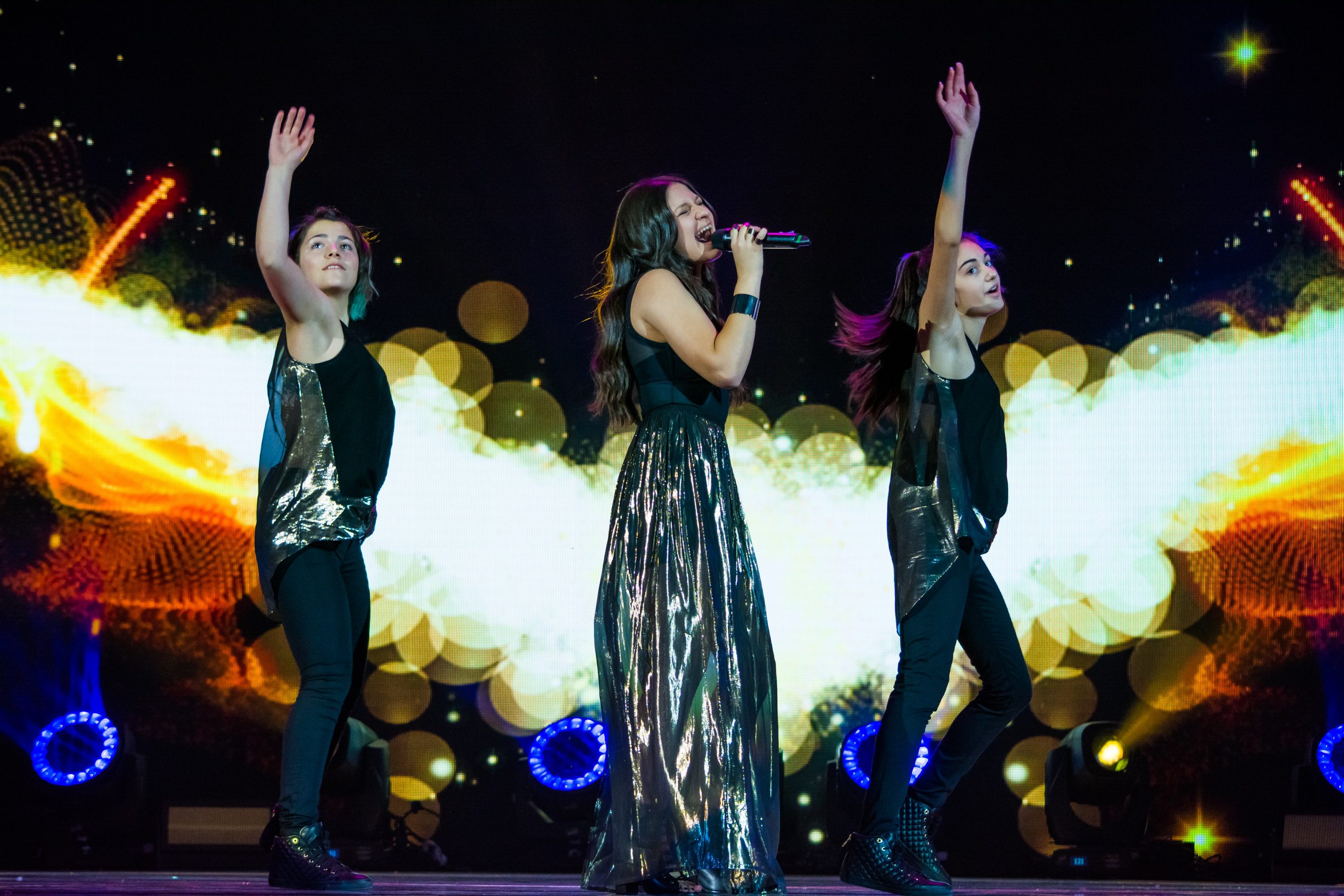
Bella Paige
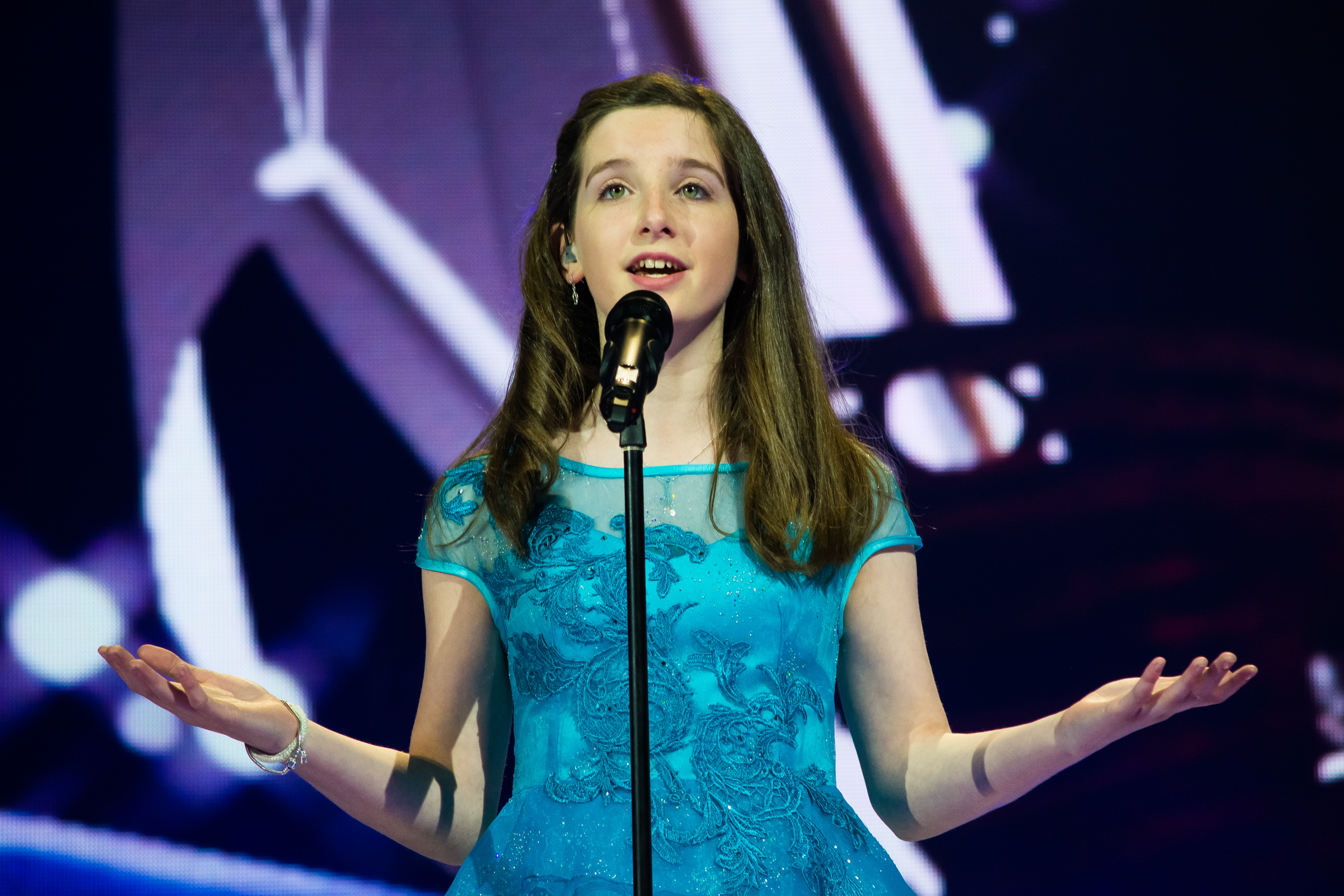
Aimee Banks

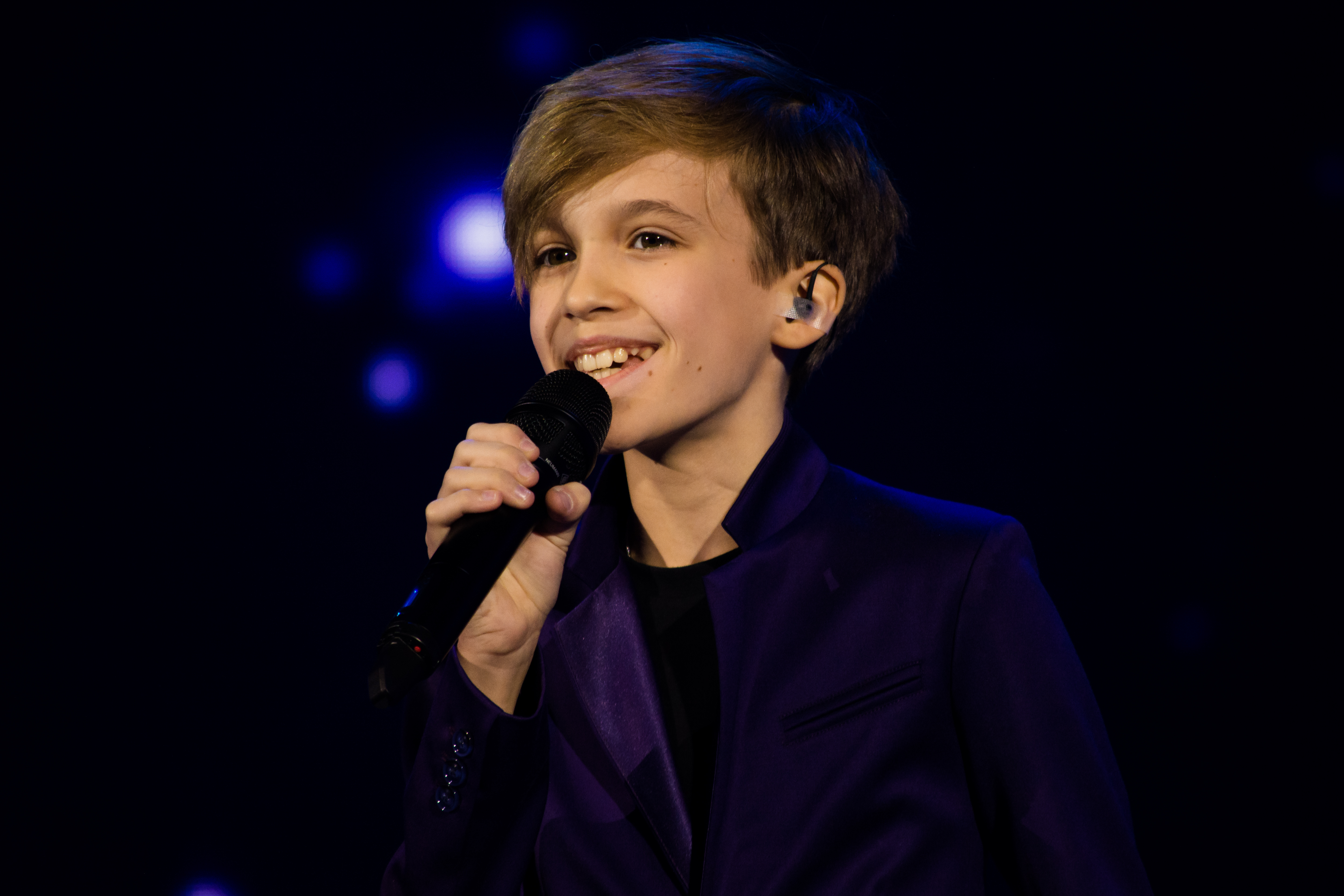
Mihail Szmirnov
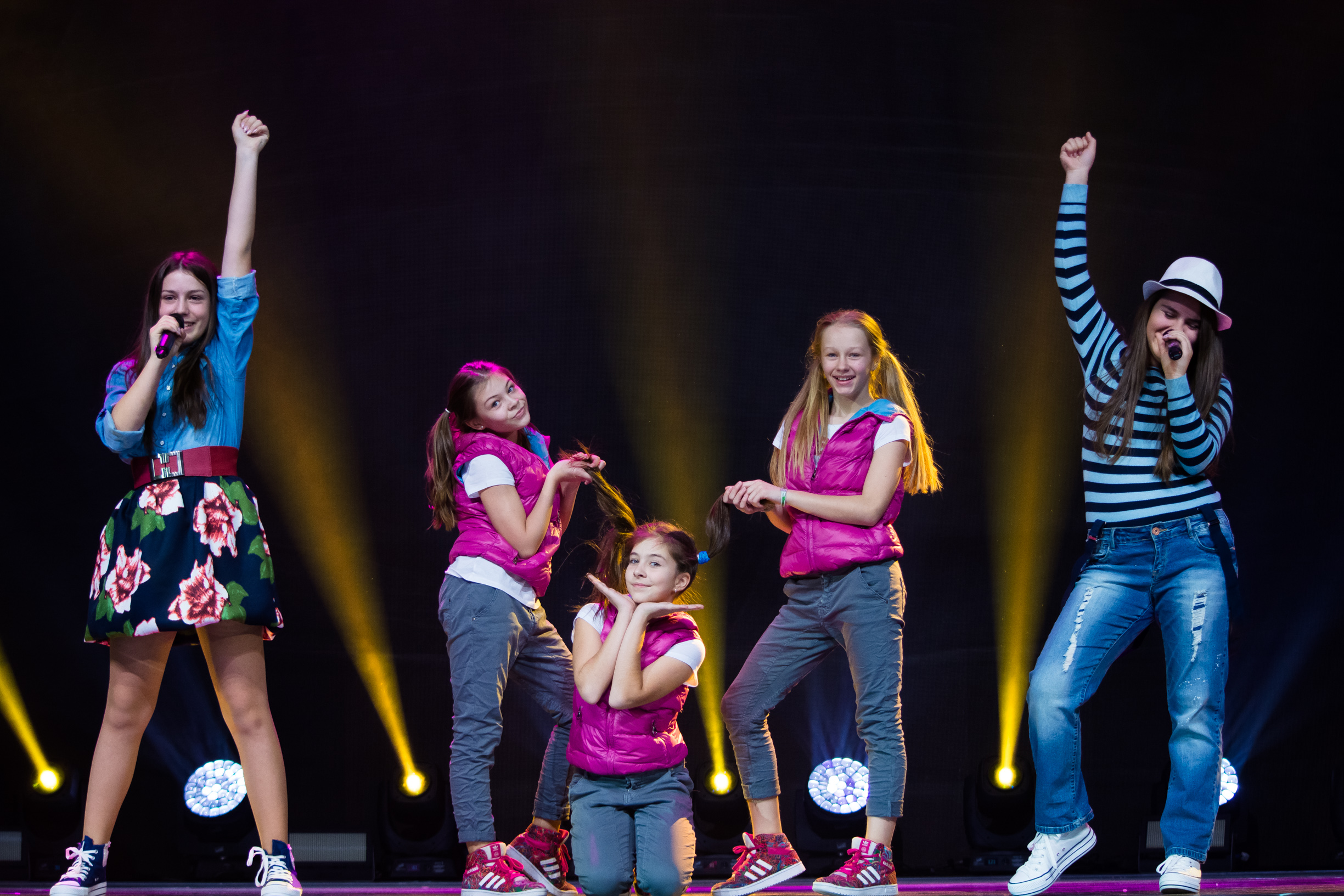
Ivana Petkovszka és Magdalena Alekszovszka
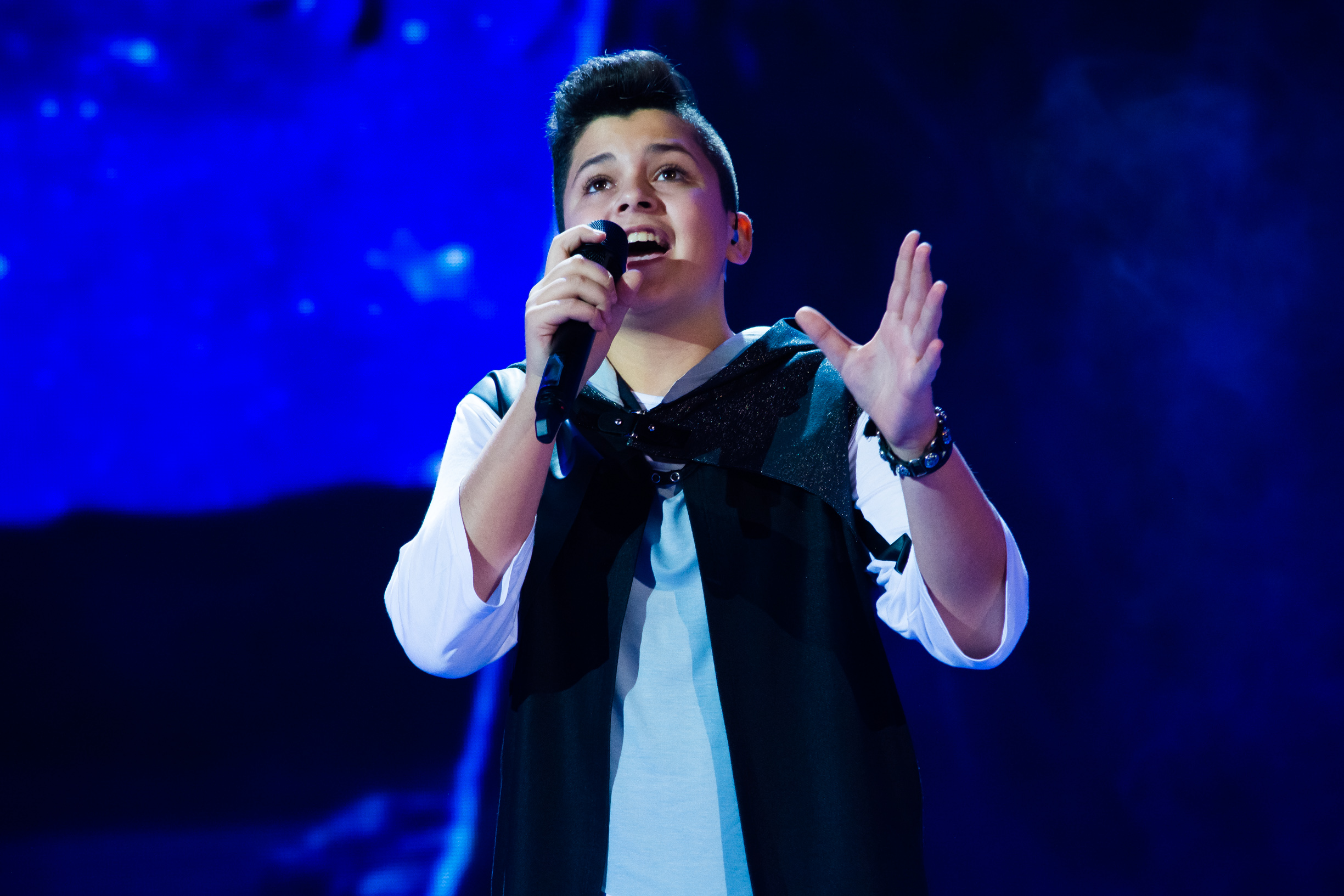
Ruszlan Aszlanav
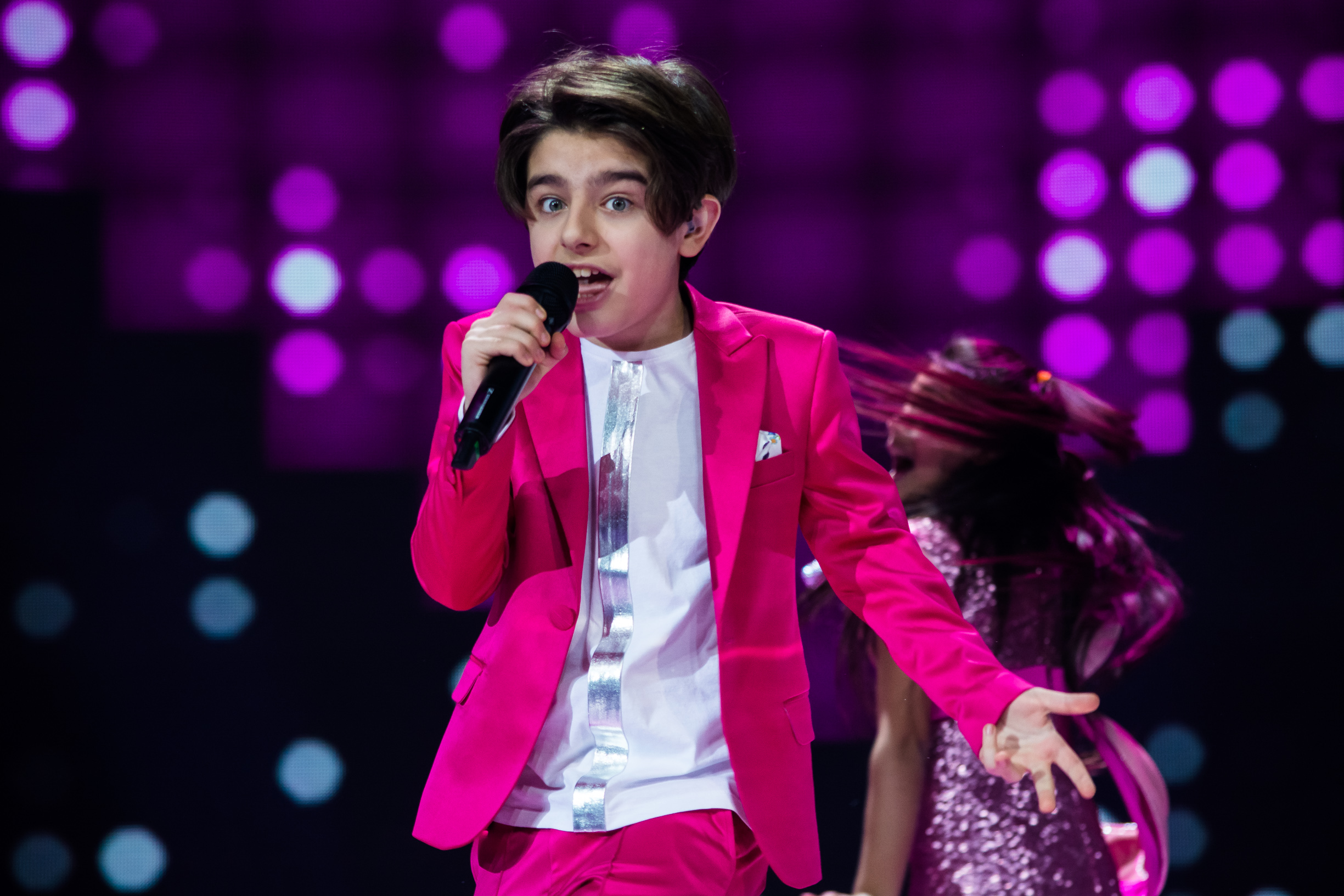
MIKA
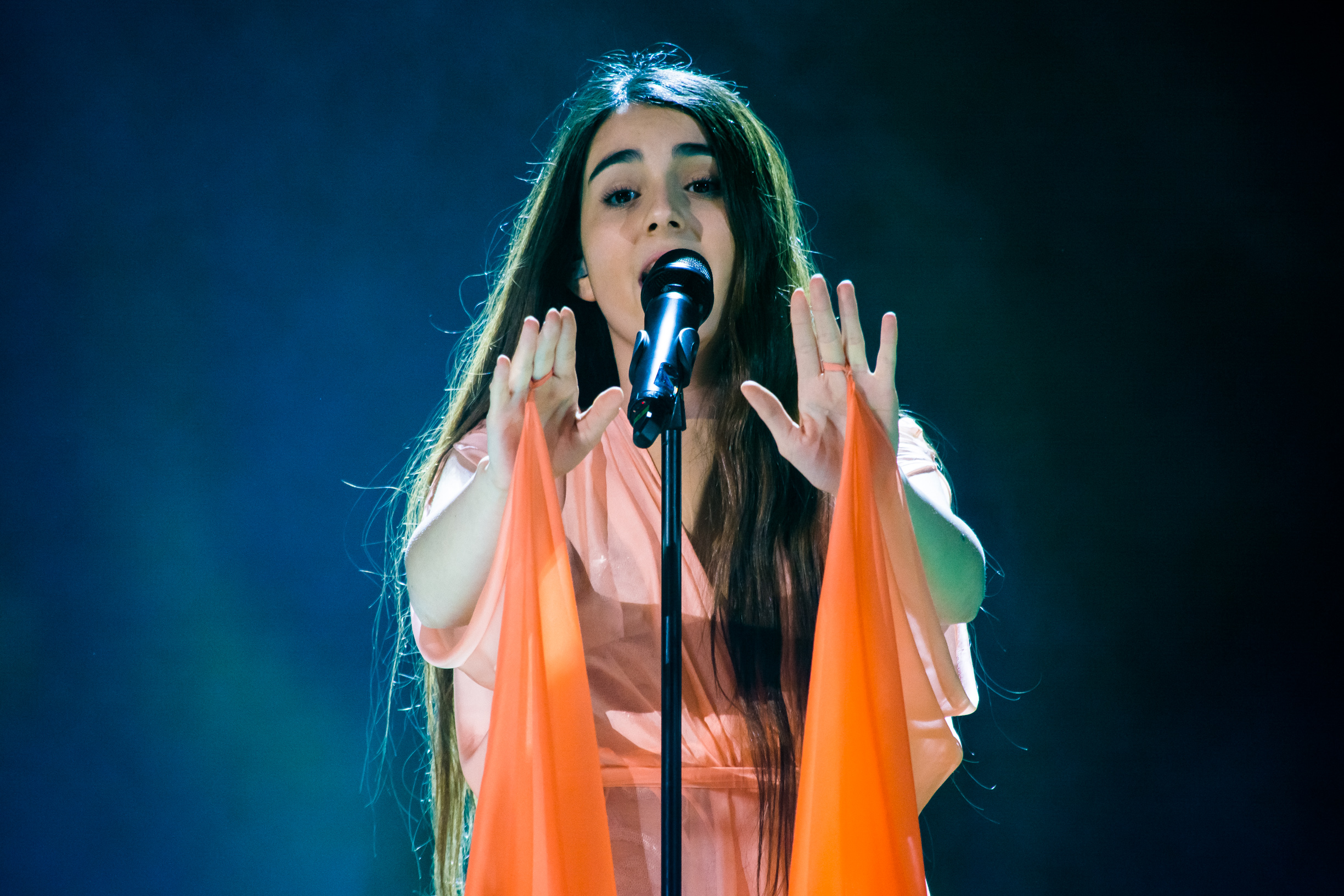
Anna Trincser
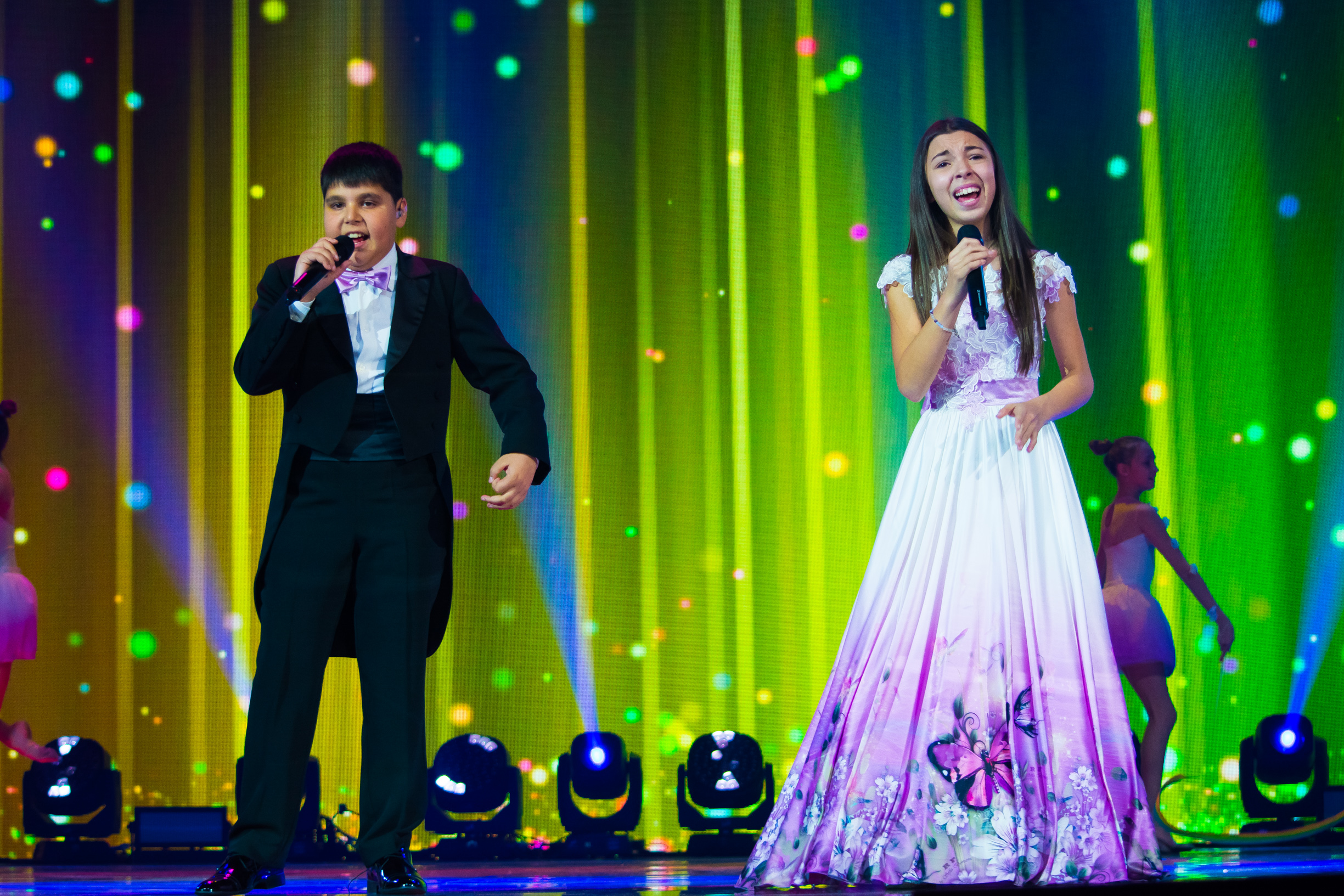
Gabriela Jordanova és Ivan Sztojanov
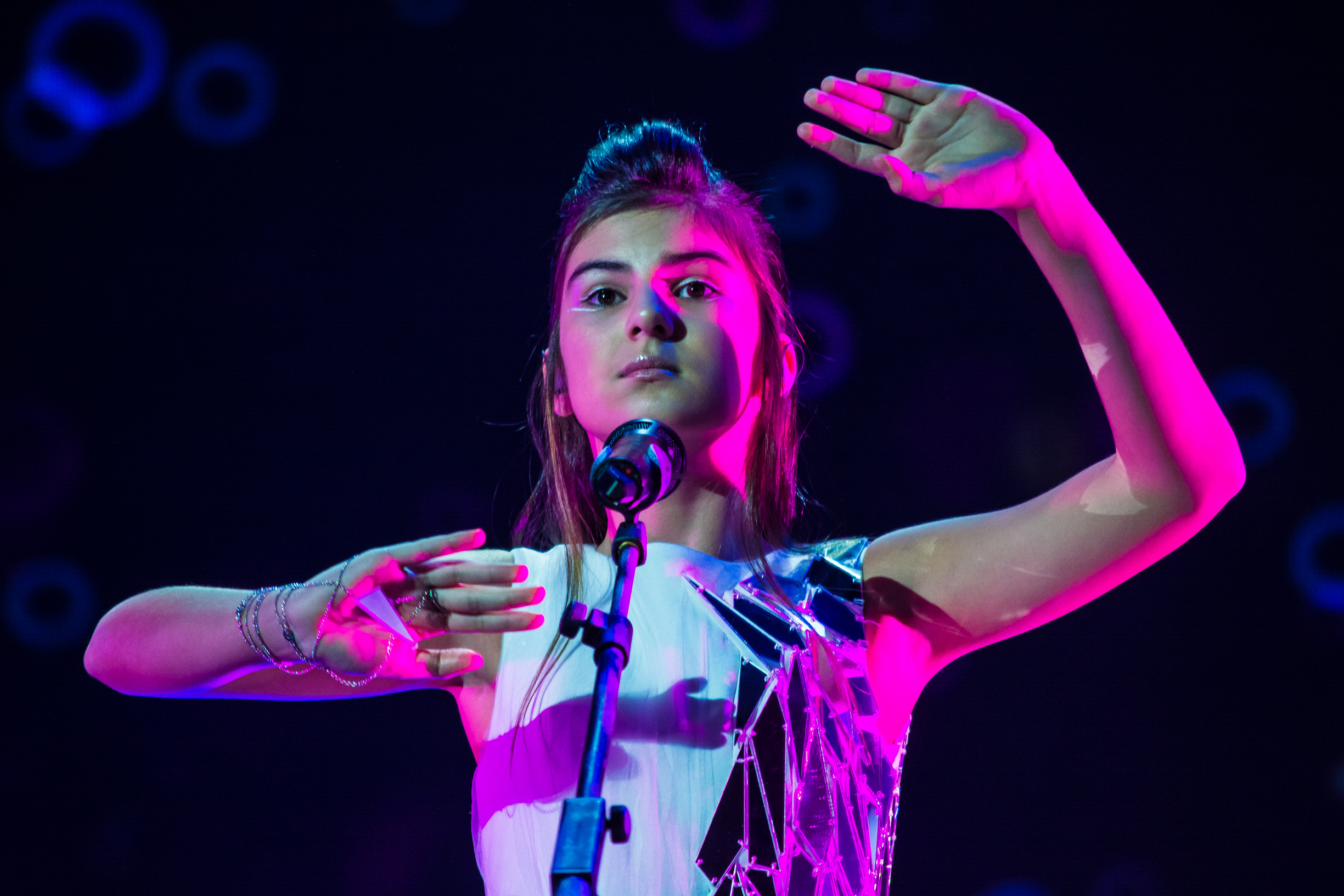
Kamilla Iszmailova

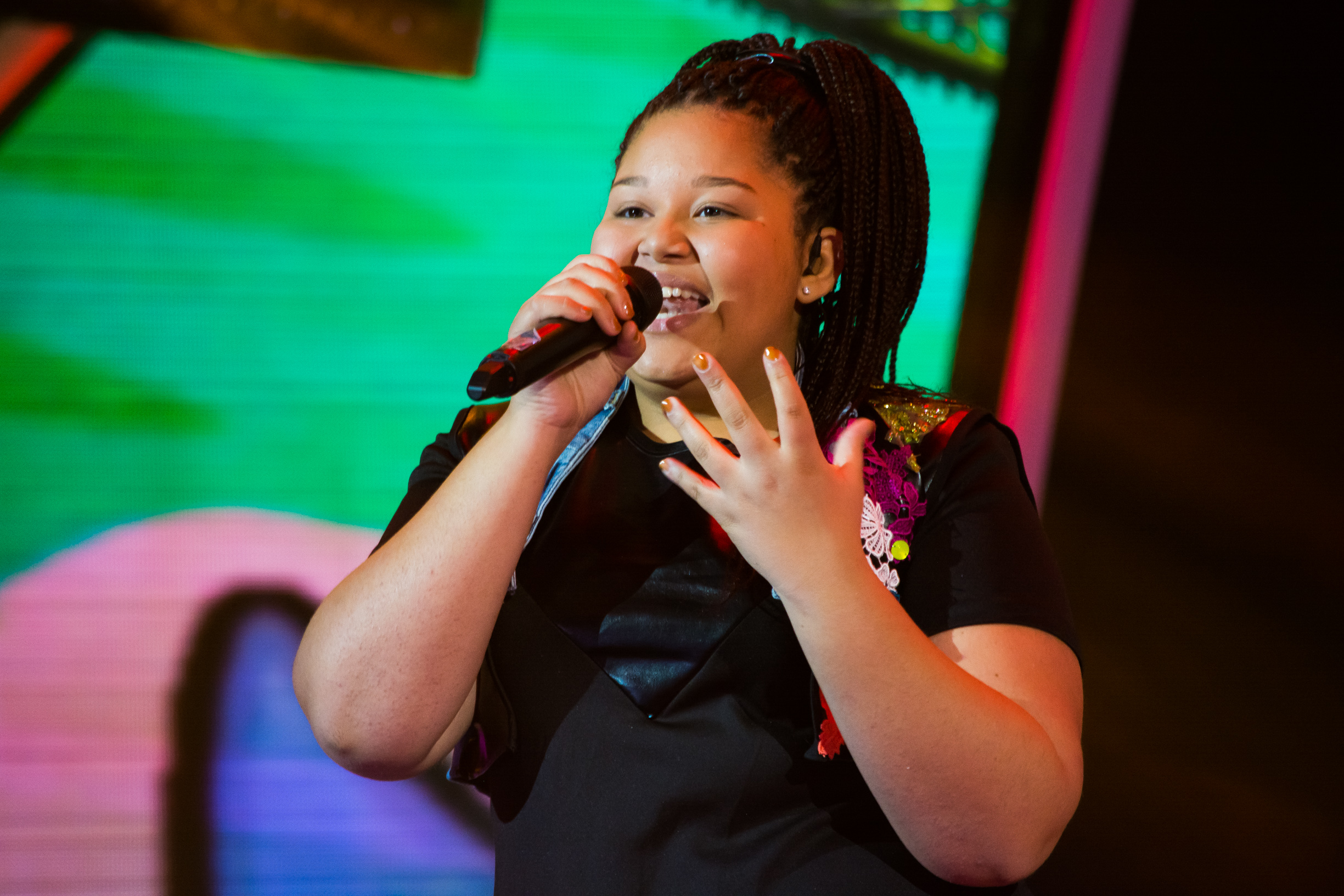
Destiny Chukunyere
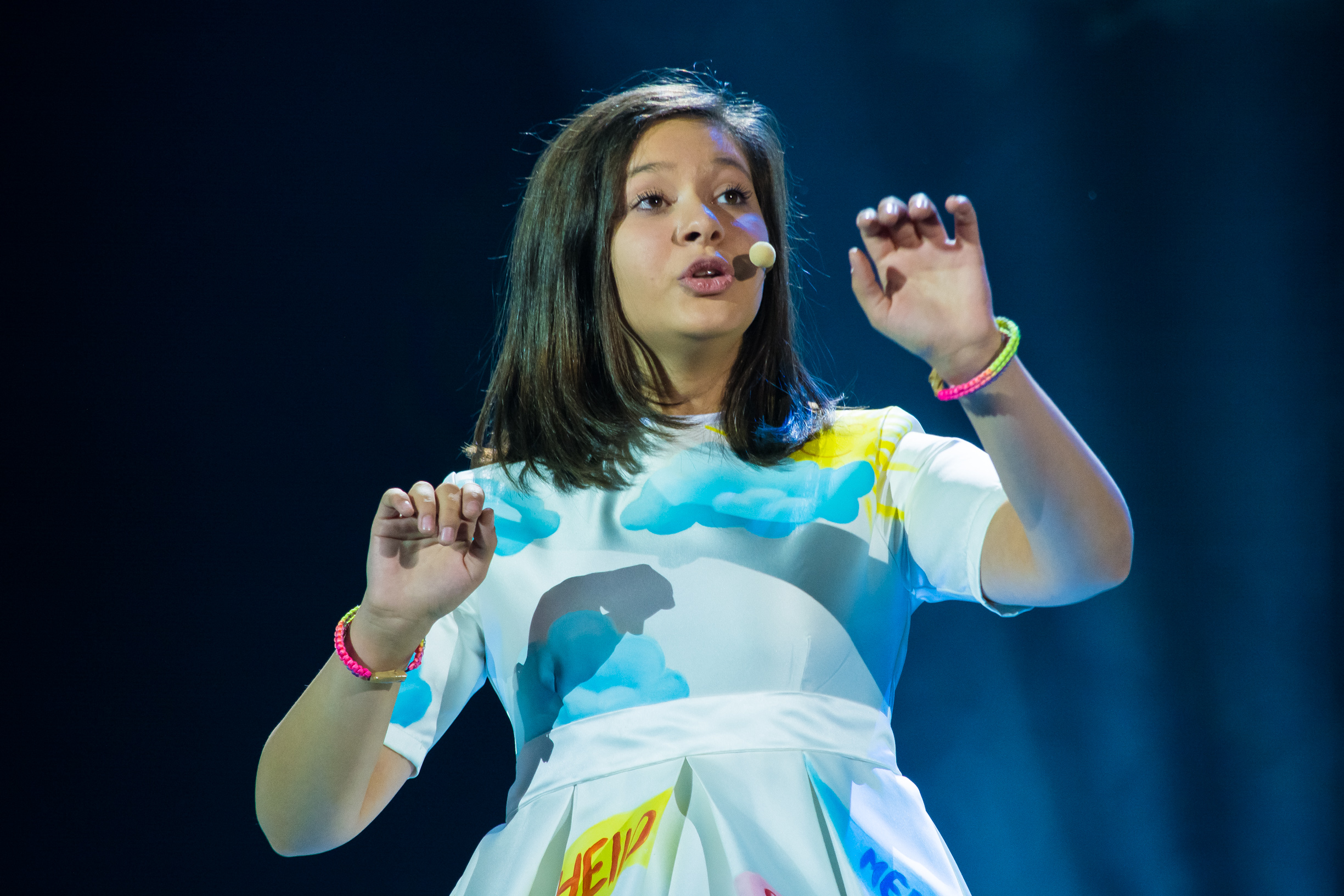
Mishela Rapo
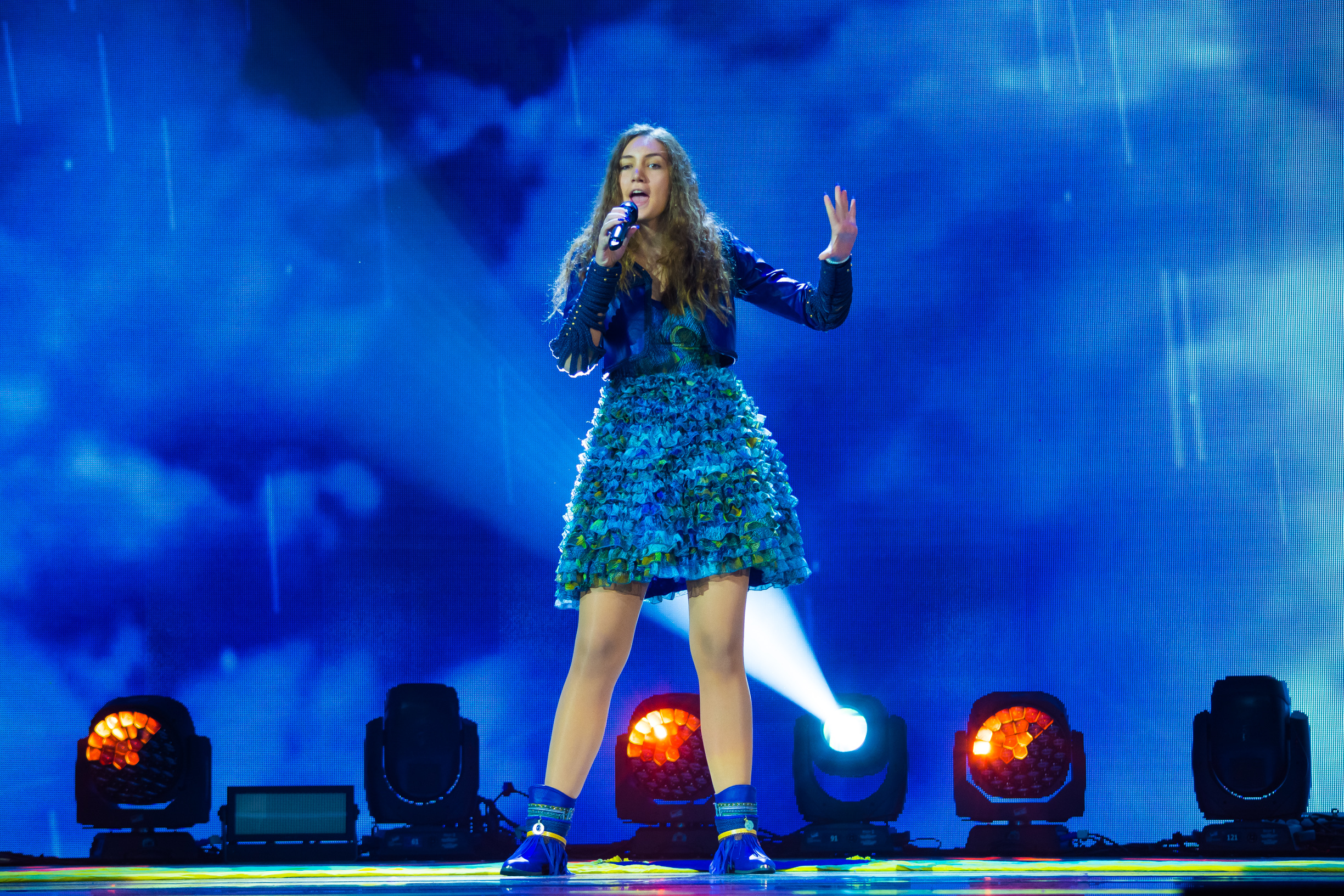
Jana Mirković

## Lásd még
- 2015-ös Eurovíziós Dalfesztivál
- 2015-ös Fiatal Táncosok Eurovíziója